# Josefa Miguel de Tubio
Josefa Miguel de Tubio fue una maestra y política argentina del Partido Peronista Femenino. Se desempeñó como diputada nacional por la provincia Eva Perón (actual La Pampa) entre 1953 y 1955, incorporándose al primer grupo de mujeres legisladoras en Argentina con la aplicación de la Ley 13.010 de sufragio femenino.

## Biografía
Previo a su participación política, se desempeñaba como maestra normal nacional de la Escuela N.° 33 de Jacinto Arauz en el Territorio Nacional de La Pampa.
En las elecciones de 1951, fue elegida por el Partido Peronista a la convención constituyente encargada de elaborar la constitución de la nueva Provincia Eva Perón (actual La Pampa), representando a la 11.° circunscripción que abarcó el Departamento Catriló. La convención se celebró a principios de 1952, desempeñándose como secretaria.
Cuando se constituyó la nueva provincia, en 1952 se realizaron elecciones legislativas complementarias en ese distrito. Allí fue candidata del Partido Peronista Femenino y se integró a las 26 mujeres ya elegidas en 1951 a la Cámara de Diputados de la Nación Argentina, asumiendo el 25 de abril de 1953.
Fue vocal en una comisión mixta de diputados y senadores para estudiar el régimen del registro de declaraciones juradas patrimoniales del personal de la Administración Pública. Completó su mandato en abril de 1955. Tras el golpe de Estado de septiembre de 1955 y la instalación de la dictadura autodenominada Revolución Libertadora, fue encarcelada.
La escuela secundaria provincial de educación técnica N.° 09 de Jacinto Arauz lleva su nombre.